# David Brooks (Journalist)

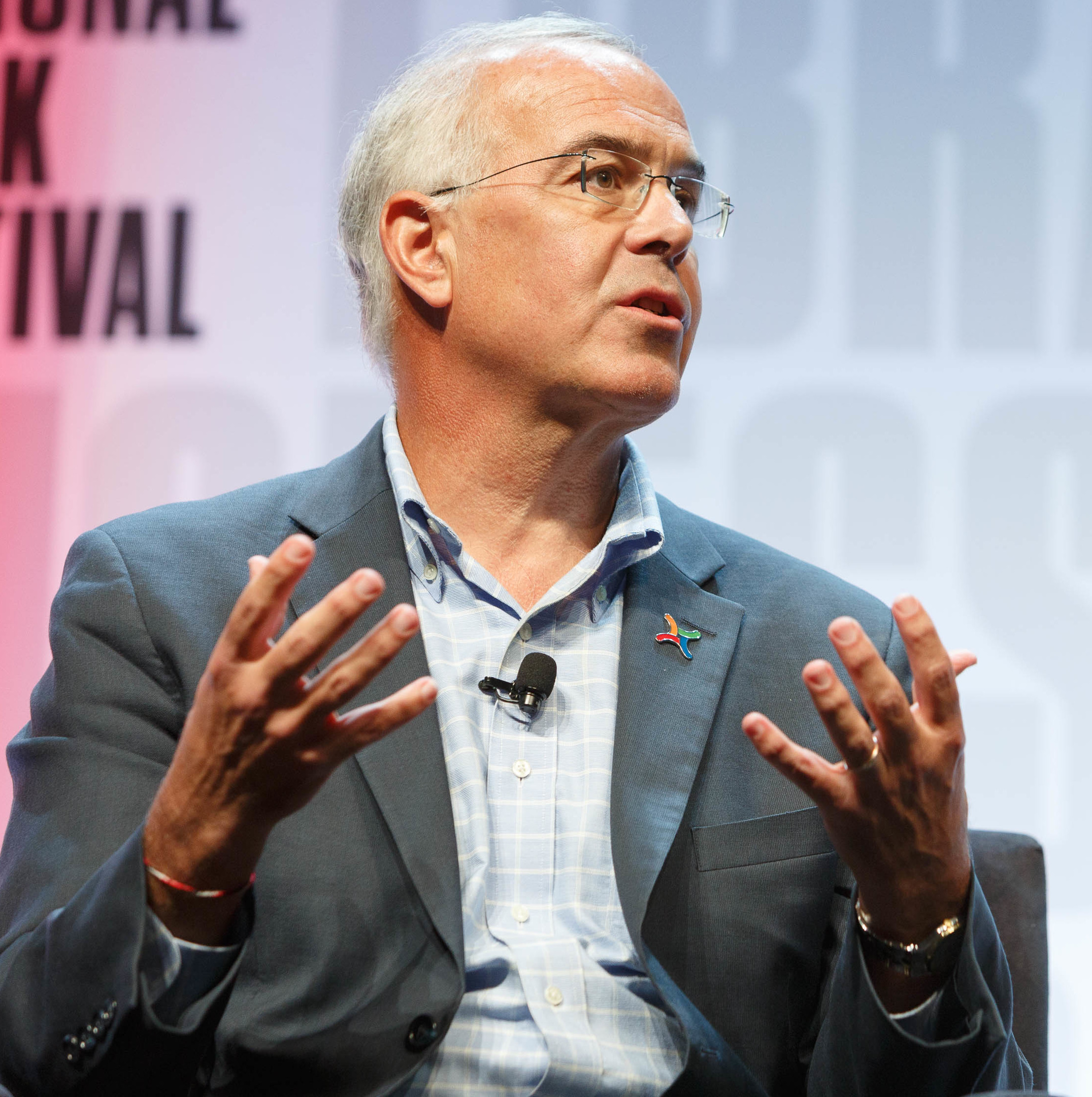
David Brooks (2019)

David B. Brooks (* 11. August 1961 in Toronto, Ontario) ist ein US-amerikanischer Journalist. Er ist vor allem als konservativer politischer Kommentator und Wirtschaftsjournalist in Erscheinung getreten.

## Leben
Brooks wuchs in New York City auf, ehe er an der University of Chicago studierte. 1983 machte er dort seinen Abschluss als Bachelor of Arts in Geschichte.
1984 begann Brooks seine Journalistenkarriere bei der Washington Times, ehe er zwei Jahre später als Auslandskorrespondent zum Wall Street Journal wechselte und von Brüssel aus über Europa, Russland, Südafrika und den Mittleren Osten berichtete. Als der Weekly Standard im September 1995 aus der Taufe gehoben wurde, gehörte er als Senior Editor zu den ersten Journalisten des Blattes.
In den folgenden Jahren machte sich Brooks einen Namen als konservativer Kritiker und Kommentator. Er bezog Stellung zu politischen Themen, aber auch zu Wirtschaftsthemen und Themen der modernen Kultur. Neben seiner Tätigkeit als schreibender Journalist trat er in Fernsehsendungen auf. So  ist er unter anderem langjähriger Kommentator in der wöchentlichen Rubrik Shields & Brooks der PBS Newshour.
2000 veröffentlichte er mit Bobos in Paradise eine Analyse über die US-amerikanische Oberklasse zur Jahrtausendwende und prägte damit den Begriff Bobo. Zudem trat er als Kommentator in Newsweek und der Atlantic Monthly in Erscheinung. Seit 2003 steuert er regelmäßig als Op-Ed Beiträge bei der New York Times bei. 2010 wurde Brooks in die American Academy of Arts and Sciences gewählt.

## Werke
- als Herausgeber: Backward and Upward: The New Conservative Writing (Vintage, 1996) 0-6797-6654-5
- Bobos in Paradise: The New Upper Class and How They Got There (2000) ISBN 0-684-85377-9
Die Bobos : der Lebensstil der neuen Elite. Ullstein, 2001
- On Paradise Drive: How We Live Now (And Always Have) in the Future Tense (2004) ISBN 0-7432-2738-7
- The Social Animal: The Hidden Sources of Love, Character, and Achievement (2011) ISBN 978-1-4000-6760-2
Das soziale Tier. Deutsche Verlagsanstalt, 2012
- The Road to Character (Random House, 2015) ISBN 978-0-8129-9325-7
- The Second Mountain: The Quest for a Moral Life (Random House, 2019) ISBN 978-0-8129-9326-4
- How to Know a Person  (Random House,  2023) ISBN 978-0-593-23006-0